# 神戸中華同文学校

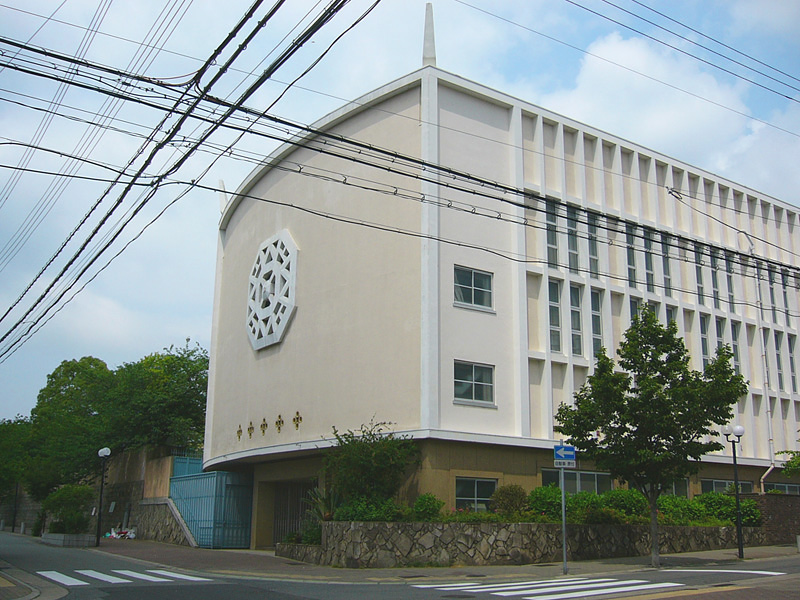
校舎

神戸中華同文学校（こうべちゅうかどうぶんがっこう、簡体字中国語: 神户中华同文学校）は、兵庫県神戸市中央区北野町山本通の西、諏訪山山麓付近に位置する、中華人民共和国系の中華学校である。

## 概要
学校教育法上は学校法人神戸中華同文学校の設置する各種学校。
中華人民共和国系の学校だが、教育面では思想教育がなく、政治的には中庸であるとされる。同校は、華僑子弟のために1899年に神戸華僑同文学校として創立され、翌年の1900年に校舎が完成した。同校では、清朝から日本に亡命中であった清の政治家・梁啓超が神戸で華僑に、中国の言葉と文化を華僑子弟に伝えて行く必要性があると説き、華僑学校建設を促した年である1899年を、同校は創立年としている。1900年に神戸華僑同文学校が開校していたが、清朝政府から目をつけられるのを恐れていたため、華僑の中で同校の校長になる者がいなかった。そのため、神戸華僑から信頼の厚かった日本の政治家・犬養毅が名誉校長を務めた。同校は後に、神戸に点在していた華僑学校と合併を繰り返し、1939年に現在の神戸中華同文学校として統一された。神戸大空襲では校舎を焼失したため、1946年、当時の神戸市長中井一夫と神戸市による協力で神戸市立大開小学校を借りて、授業を復活させた。1959年に新校舎が落成し、同年7月、学校法人資格を取得した。

## 沿革

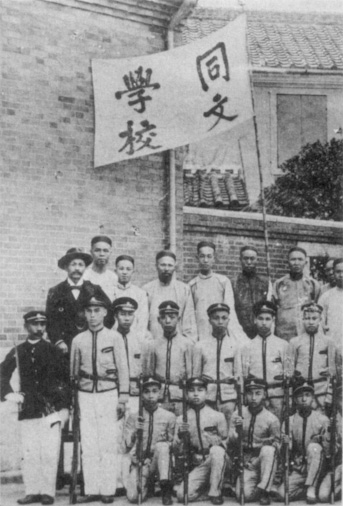
1900年創立当時

- 1899年5月 - 梁啓超が神戸の中華会館で、華僑学校設立を促す。
- 1900年3月 - 校舎落成。校名を神戸華僑同文学校と命名する。犬養毅が名誉校長就任。
- 1914年 - 広東語で授業を行うもう一つの華僑学校、神戸華強学校が設立される。
- 1919年 - 新たな華僑学校、中華学校設立。
- 1928年 - 神戸華強学校と中華学校が合併、名称を神阪中華公学とする。
- 1939年 - 神戸華僑同文学校と神阪中華公学が合併、名称が現在の神戸中華同文学校になる。
- 1945年6月 - 神戸大空襲で校舎を焼失。
- 1946年 - 神戸市立大開小学校を借り、授業を再開する。
- 1958年 - 兵庫県より学校法人資格の認可が下りる。
- 1959年9月 - 新校舎落成。
- 1962年 - 「学校通訊」創刊。64年より毎月発刊、現在に至る。
- 1969年 - 神戸北野町にある異人館、「神戸市風見鶏の館」を購入し、生徒寄宿舎を設立。
- 1974年 - 春季3月始業を4月に、二学期制より三学期制に改める。
- 1985年 - 新しく校歌を制定する。
- 1988年 - 寄宿舎を閉鎖。
- 1995年1月 - 阪神・淡路大震災発生、避難所となる。
- 1998年 - 中学卒業旅行地を中国・北京に変更。パソコン教室を新設。
- 1999年 - 創立100周年記念行事開催。
- 2000年1月 - 福岡ダイエーホークス（現：福岡ソフトバンクホークス）監督・王貞治来校。
- 2001年 - 体育館改装。
- 2002年 - 校舎の窓枠、扉を改装。
- 2004年5月 - 創立105周年記念慶祝会開催。10月、テレビ朝日が取材。
- 2005年 - 職員室及び保健室に冷暖房設備設置。「学校通訊」がカラーに。

## 教育内容
同文学校は小1から中3まで中国語を教え、社会、英語、算数、図工など日本語科の授業以外全て中国語で行う。小学部で使用されている教科書などは、全て中国語で明記されている独自のものを採用している。高校受験を控えている中学部は、日本が発行している教科書を採用し、テストなども日本語で行っているが、授業は中国語で行われている。また、中国語以外にも中国の文化、歴史、地理なども教えているため、他の公立学校よりも総合的に勉強時間が多く、土曜日も授業が行われている。

## 国際性
神戸中華同文学校に華僑子弟のみならず、中国、台湾、日本、韓国、朝鮮、アメリカ、カナダ、イギリス、ポルトガル、インド、シンガポール、ベトナムなど12カ国の国籍を持つ生徒が通っている。教師も、中国や台湾だけではなく日本やカナダなどの国籍を持つ教師が在籍している。最近では、日本人の入学希望者が増加している。しかし、華僑教育を重要視しているため、日本人が定員を超えると入学試験を行っている。なお、同校の43%は卒業生の子弟が通っている。同校は小中一貫教育で各学年に2クラスあり、630名の生徒が在籍している。また、同文学校は2001年から小学5・6年生を対象に英会話の授業を設置するなど、中国語以外にも力をいれている。2005年からは、小学4年生も英会話授業の対象となった。

## 中華人民共和国との関係
1949年に中華人民共和国が中国大陸で成立した後、それまで大陸を統治していた中華民国政府は台湾に移転し、中国は大陸と台湾に分裂した。それにより、横浜の中華学校では大陸派と台湾派に分かれた。しかし、神戸中華同文学校は大陸寄りで押し切り、分裂はまぬがれた。その後も政治教育が少ないため、台湾人子弟も通い続けている。1960年代後半から1970年代後半まで中国大陸で、毛沢東が指揮したプロレタリア文化大革命でも毛沢東語録が生徒達に配布されなかった。そのため、中国では名指しで同校の校長が批判された。ただし、共産主義讃美の教育は実行されており、その当時の教科書その他教育課程にも片鱗は見られる。文革終了後は大陸の政府関係者などが同校を訪問したりするなど、交流を深めている。なお、中華人民共和国政府でも、同校の卒業生が活躍している。

## 中華民国との関係
神戸中華同文学校は大陸寄りなので、中華民国政府との交流はないが、1972年の日中国交正常化まで、同校では中華民国の国旗である青天白日満地紅旗が掲げられていた。現在は学校行事などの際は中国の五星紅旗が掲げられている。
1959年に同校の新校舎を建設する際、社会主義教育を恐れた当時の中華民国政府が中華民国総領事館などを通してさまざまな妨害を行ったため新校舎建設は難航し、当初、同校ではプール施設を設ける予定であったが、中止された。
また、同校の中国地理では台湾を中国の一部として教えているが、生徒の思想は尊重しており、台湾人子弟も同校に数多く在籍している。

## 日本人入学志願者
本校には日本人の入学希望者もいるが、本校はあくまでも華僑教育を重要視しているため、華僑子弟や卒業生子弟が優先的に入学でき、日本人子弟は入学予定人数を超えると募集されなかったり、募集されても入学試験が実施されるため、非常に狭き門となっている。
同校は学校教育法上「各種学校」扱いであるため、資金面に難があり（教育補助金等）、大規模な校舎の増改築などをすることが出来ない。これが、入学志願者が増加しても入学定員を増やせない原因の一つとされる。
なお、卒業生の進学に関しては、かつては不利になることもあったが現在は改善されており、兵庫県や大阪府の高等学校に進学する場合は、普通中学校卒業と同じように問題なく進学できる。また、全国中学校体育連盟にも加盟し、運動部は兵庫県大会に出場している。
同校卒業生は卒業生は神戸中華同文学校校友会を組織しており、卒業後も同校との結びつきが強い。かつては教師への近況報告のため母校を訪ねる卒業生も多かったが、近年は防犯が強化されたため、あまり外部に開かれなくなった。
同校の卒業生の中には、教師を目指し、本校に戻ってくるものも多い。校長をはじめ、同校の教職員の大多数もOB・OGである。

## 校舎建設秘話
1945年6月5日の神戸大空襲で、同校の校舎は焼失。戦後、神戸市立大開小学校の校舎を神戸市から借り、戦争で破損した部分を修理しながら授業を再開した。しかし、徐々に神戸市の子供人口が増加し、同校は校の返還を迫られ、神戸中華同文学校新校舎建設計画が持ち上がった。1958年より、同校生徒をはじめ、在神華僑が「有銭出銭、有力出力」の号令と共に、新校舎建設への募金が進んだ。1959年9月に新校舎が落成し、現在も部分的に改修を進めながら、半世紀近く校舎を使い続けている。

## 同文学校卒業生
- テイ龍進
- 鳳蘭
- 野村周平
- MEME

## 関係者
- 犬養毅：名誉校長
- 陳舜臣：学校顧問

## 所在地
〒650-0004　兵庫県神戸市中央区中山手通6丁目9番1号

## 関連文献
- 馬場裕子「大陸系中華学校による国際化・多文化化への試み / 横浜山手中華学校と神戸中華同文学校を事例に」『Core Ethics : コア・エシックス』第10巻、立命館大学大学院先端総合学術研究科、2014年、203-214頁、CRID 1390290699863689344、doi:10.34382/00005623、hdl:10367/5454、ISSN 1880-0467。
- 王鑫「日本における華僑学校の変遷とその地域的特徴 : 神戸中華同文学校と横浜山手中華学校を中心に」『教育実践学論集』第10巻、2009年3月、125-133頁、CRID 1050845760795983744、hdl:10132/2566、ISSN 13455184。
- 洲脇一郎「神戸中華同文学校の立ち退き問題 : 互譲による解決 (山根耕平教授・森川直教授ご退任記念号)」『神戸親和女子大学児童教育学研究』第33巻、神戸親和女子大学児童教育学会、2014年3月、41-53頁、CRID 1050282813199114112、ISSN 13420305。
- Chiung-FengHsu「戦後中華民国政府の華僑政策と神戸中華同文学校の再建」『華僑華人研究』第6号、東京 : 日本華僑華人学会、2009年、63-80頁、CRID 1523388079625013120、ISSN 18805582、国立国会図書館書誌ID:10526617。
- 陳來幸「神戸中華同文学校にみる多文化共生とアイデンティティ」『華僑華人研究』第8号、東京 : 日本華僑華人学会、2011年、71-74頁、CRID 1522543655836270976、ISSN 18805582、国立国会図書館書誌ID:023781719。
- 石川朝子「中華学校で伝達されるエスニック・アイデンティティのメッセージ:神戸中華同文学校の「通訊」と教員インタビュー分析から」『華僑華人研究』第7号、東京 : 日本華僑華人学会、2010年、105-122頁、CRID 1522825130116471296、ISSN 18805582、国立国会図書館書誌ID:10978792。
- 牛志玲「神戸中華同文学校における国際理解教育の理論と実践」『グローバル教育』第11巻、刈谷 : 日本グローバル教育学会、2009年3月、62-77頁、CRID 1520009410464054912、ISSN 18823165、国立国会図書館書誌ID:10410950。
- 山本須美子「日本における華僑教育に関する教育人類学的考察:神戸中華同文学校の事例を中心に」『九州大学比較教育文化研究施設紀要』第43号、福岡 : 九州大学教育学部附属比較教育文化研究施設、1992年3月、59-80頁、CRID 1520853834887456000、ISSN 0453025X、国立国会図書館書誌ID:3463175。